# Burgstall Rohrbach
Der Burgstall Rohrbach, auch Kapellenberg genannt, ist eine abgegangene Höhenburg auf dem Kapellenberg bei 378 m ü. NN über dem Ortsteil Rohrbach des Marktes Kallmünz im Oberpfälzer Landkreis Regensburg in Bayern. Die Anlage wird als Bodendenkmal unter der Aktennummer D-3-6837-0027 im Bayernatlas als „mittelalterlicher Burgstall mit der Friedhofskapelle Maria Hilf in Rohrbach, ehemals Burgkapelle“ geführt. 

## Geschichte
Die Burg wurde nach Keramikfunden im späten 11. oder frühen 12. Jahrhundert erbaut und erstmals 1242 erwähnt. Bis 1242 wird Berthold von Hohenburg als Besitzer genannt und danach das Hochstift Regensburg.

## Beschreibung

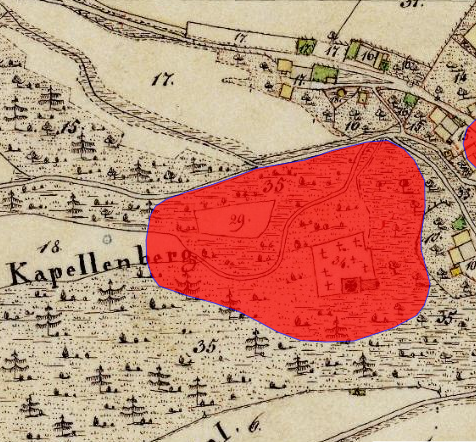
Lageplan von Burgstall Rohrbach auf dem Urkataster von Bayern

Die Burg verfügte über eine bogenförmige Vorburg nordöstlich unterhalb ihrer Kernburg, einen Halsgraben sowie ein Vorwerk aus drei Wällen und einem Graben.
Auf dem Burgstall befindet sich heute eine Friedhofskapelle, früher eine katholische Wallfahrtskirche, die noch romanische Teile der Burgkapelle aus dem 12. Jahrhundert enthält, daneben ein Friedhof. Bei dem Bau und der Erweiterung dieses Friedhofes 1832 wurde der Burgstall stark gestört, so wurde ein Turmhügel, der Standort des Bergfriedes, zum größten Teil abgetragen. Der Burgstall ist heute ein Bodendenkmal.